# Guatteria terminalis
Guatteria terminalis R.E.Fr. – gatunek rośliny z rodziny flaszowcowatych (Annonaceae Juss.). Występuje naturalnie w Peru. 

## Morfologia
PokrójZimozielone drzewo.
LiścieMają romboidalnie lancetowaty kształt. Mierzą 5–9 cm długości oraz 2,5–3,5 szerokości. Nasada liścia jest klinowa. Liść na brzegu jest całobrzegi. Wierzchołek jest prawie ostry.
KwiatySą pojedyncze. Rozwijają się w kątach pędów. Działki kielicha mają trójkątny kształt i dorastają do 5 mm długości. Kwiaty mają 40–50 słupków.